# Muschelbucht
Die Muschelbucht ist eine kleine Bucht der Drakestraße an der Westküste von King George Island, der größten der Südlichen Shetlandinseln. 
Sie liegt im Westen der Fildes-Halbinsel, unmittelbar nördlich der Bothy Bay (auf der deutschen Karte von 1984 als „Seebärenbucht“ beschriftet). In die Bucht mündet von Osten der Muschelbach, der den Muschelsee entwässert. Im Nordosten schließt sich die Walbucht und dahinter die Granitbucht an.
Im Rahmen zweier deutscher Expeditionen zur Fildes-Halbinsel in den Jahren 1981/82 und 1983/84 unter der Leitung von Dietrich Barsch (Geographisches Institut der Universität Heidelberg) und  Gerhard Stäblein (Geomorphologisches Laboratorium der Freien Universität Berlin) wurde die Bucht zusammen mit zahlreichen weiteren bis dahin unbenannten geographischen Objekten der Fildes-Halbinsel neu benannt und dem Wissenschaftlichen Ausschuss für Antarktisforschung (Scientific Committee on Antarctic Research, SCAR) gemeldet.